# До біса чеснота (фільм)
«До біса чеснота» — французький кінофільм з Луї де Фюнесом.

## Сюжет
П'єр (Анрі Жене), не прийшовши вночі додому, говорить дружині, що ночував у свого друга Робера, не знаючи при цьому, що Робер в ту ніч здійснив аварію і втік з місця пригоди, за що має тепер неприємності з поліцією. Таким чином П'єр стає співучасником злочину. Вибравши з двох зол менше, він все-таки говорить правду і пробує переконати поліцейських, що ніч він провів у Монік, подруги свого колеги Жака.
Луї де Фюнес виконує роль помічника слідчого.